# Copa de la Reina de Baloncesto 1994-95
La Copa de la Reina de Baloncesto 1994-95 corresponde a la 33.ª edición de dicho torneo. Se celebró entre el 5 de septiembre y el 29 de diciembre de 1994 en la Fuente de San Luis de Valencia.
La disputan todos los equipos de la liga de Primera División. Se juegan dos eliminatorias previas a doble partido donde no entran los 5 equipos que juegan competición europea. Se juega una final a 8 a un solo partido en una sede fija. El campeón se clasifica para la Copa Ronchetti 1995-96.

## Fase previa

### Primera eliminatoria
Los partidos de ida se jugaron el 5 de septiembre y los de vuelta el 11 de septiembre.
| Equipo 1               | Agr.    | Equipo 2         | Ida    | Vuelta |
| ---------------------- | ------- | ---------------- | ------ | ------ |
| Universitari Barcelona | 211–68  | Segobasket AD    | 122–35 | 89–33  |
| Universidad de Oviedo  | 120–146 | Halcón Viajes    | 54–70  | 66–76  |
| Lasarte Oria           | 0–2     | Cajalón Zaragoza | 0–2    |        |

### Segunda eliminatoria
Los partidos de ida se jugaron el 11 y 12 de octubre y los de vuelta el 1 de noviembre.
| Equipo 1               | Agr.    | Equipo 2         | Ida    | Vuelta |
| ---------------------- | ------- | ---------------- | ------ | ------ |
| Aucalsa Oviedo         | 189–145 | Cajalón Zaragoza | 100–70 | 89–75  |
| Halcón Viajes          | 157–140 | Nàstic Tarragona | 80–60  | 77–80  |
| Universitari Barcelona | 117–139 | Canoe N. C.      | 65–70  | 52–69  |

## Fase final
|  | Cuartos de final    | Cuartos de final |                 |                     | Semifinales     | Semifinales     |             |                     | Final           | Final           |  |
|  | 27 de diciembre     | 27 de diciembre  |                 |                     | 28 de diciembre | 28 de diciembre |             |                     | 29 de diciembre | 29 de diciembre |  |
|  |                     |                  |                 |                     |                 |                 |             |                     |                 |                 |  |
|  |                     |                  |                 |                     |                 |                 |             |                     |                 |                 |  |
|  | CB Navarra          | 64               |                 |                     |                 |                 |             |                     |                 |                 |  |
|  | CB Navarra          | 64               |                 |                     |                 |                 |             |                     |                 |                 |  |
|  | Sandra Gran Canaria | 69               |                 |                     |                 |                 |             |                     |                 |                 |  |
|  | Sandra Gran Canaria | 69               |                 | Sandra Gran Canaria | 65              |                 |             |                     |                 |                 |  |
|  |                     |                  |                 | Sandra Gran Canaria | 65              |                 |             |                     |                 |                 |  |
|  |                     |                  | Canoe N. C.     | 55                  |                 |                 |             |                     |                 |                 |  |
|  | Cepsa Tenerife      | 61               | Canoe N. C.     | 55                  |                 |                 |             |                     |                 |                 |  |
|  | Cepsa Tenerife      | 61               |                 |                     |                 |                 |             |                     |                 |                 |  |
|  | Canoe N. C.         | 82               |                 |                     |                 |                 |             |                     |                 |                 |  |
|  | Canoe N. C.         | 82               |                 |                     |                 |                 |             | Sandra Gran Canaria | 46              |                 |  |
|  |                     |                  |                 |                     |                 |                 |             | Sandra Gran Canaria | 46              |                 |  |
|  |                     |                  | Bàsquet Godella | 65                  |                 |                 |             |                     |                 |                 |  |
|  | Halcón Viajes       | 77               | Bàsquet Godella | 65                  |                 |                 |             |                     |                 |                 |  |
|  | Halcón Viajes       | 77               |                 |                     |                 |                 |             |                     |                 |                 |  |
|  | CB Vigo             | 76               |                 |                     |                 |                 |             |                     |                 |                 |  |
|  | CB Vigo             | 76               |                 | Halcón Viajes       | 42              |                 |             | Tercer lugar        | Tercer lugar    |                 |  |
|  |                     |                  |                 | Halcón Viajes       | 42              |                 |             | Tercer lugar        | Tercer lugar    |                 |  |
|  |                     |                  | Bàsquet Godella | 87                  |                 |                 |             |                     |                 |                 |  |
|  | Aucalsa Oviedo      | 37               | Bàsquet Godella | 87                  |                 |                 | Canoe N. C. | 79                  |                 |                 |  |
|  | Aucalsa Oviedo      | 37               |                 |                     |                 |                 | Canoe N. C. | 79                  |                 |                 |  |
|  | Bàsquet Godella     | 61               |                 |                     |                 |                 |             |                     | Halcón Viajes   | 63              |  |
|  | Bàsquet Godella     | 61               |                 |                     |                 |                 |             |                     | Halcón Viajes   | 63              |  |
|  |                     |                  |                 |                     |                 |                 |             |                     |                 |                 |  |

### Final
| 29 de diciembre de 1994, 18:30 | Sandra Gran Canaria                | 46–65       | Bàsquet Godella      | |  |
|                                | Marcador por tiempos: 28–32, 18–33 |             |                      | |  |
|                                | Estadísticas Blake 16              | Reporte Pts | Estadísticas Ares 19 | Pabellón: Fuente de San Luis, Valencia Asistencia: 4.000 espectadores Árbitros: Martínez Jiménez, Gómez Ruf |  |

| Ganadoras de la Copa de la Reina 1994-95 |
| ---------------------------------------- |
| Bàsquet Godella 4º título                |